# Hodňovská dolina
Hodňovská dolina este o arie protejată (arie specială de conservare — SAC, sit de importanță comunitară — SCI) din Republica Cehă întinsă pe o suprafață de 7,56 ha, integral pe uscat.

## Localizare
Centrul sitului Hodňovská dolina este situat la coordonatele 49°04′58″N 18°03′26″E / 49.082778°N 18.057222°E.

## Înființare
Situl Hodňovská dolina a fost declarat sit de importanță comunitară în aprilie 2005 pentru a proteja 1 specie de plante. Situl a fost protejat și ca arie specială de conservare în iulie 2012.

## Biodiversitate
Situată în ecoregiunea continentală, aria protejată nu include niciun habitat protejat.
La baza desemnării sitului se află o specie protejată de  plante: Tephroseris longifolia subsp. moravica.